# Camillo Rondani
Camillo Rondani (Parma, 21 de Novembro de 1808 — Parma, 17 de Setembro de 1879) foi um entomólogo italiano especialista em dípteros (diptérologo).

## Biografia
Ensinou e dirigiu uma escola média em Parma e foi professor do curso de agronomia na Universidade de Parma. Participou no processo de fundação da  Società entomologica italiana (1869), da qual foi vice-presidente de 1871 a 1879 .
Rondani foi autor de 159 publicações, da quais 101 sobre os Diptera. Entre as suas obras publicadas destaca-se a monografia Prodromus Dipterologiae italicae, em 8 volumes (publicados de 1856 a 1877).
Interessou-se por temas de Entomologia Aplicada, entre os quais pelo estudo dos insectos parasitas de outros insectos.
As suas colecções de Diptera estão conservadas em parte no museu de zoologia La Specola da Universidade de Florença, no Museu de Zoologia da Universidade de Bolonha e na Universidade de Parma.
O seu nome é o epónimo dos seguintes nomes científicos de insectos:
- Rondania Robineau-Desvoidy, 1850 Tachinidae
- Chrysogaster rondanii Maibach & Goeldlin, 1995 Syrphidae
- Fannia rondanii (Strobl, 1893) Fanniidae
- Tabanus rondanii Bellardi, 1859 Tabanidae do México
- Philoliche rondani Bertoloni, 1861 Tabanidae da África do Sul
- Pteromalus rondanii Dalla Torre, 1898 Pteromalidae
- Rhopalocerus rondanii Villa, 1833 Colydiinae
- Tetralobus rondanii Bertoloni, 1849 Elateridae